# 로버트 해리스
로버트 데니스 해리스 (Robert Dennis Harris, 1957년 3월 7일 ~ )는 영국의 소설가이다. 전직 언론인이자 BBC TV 리포터로 활약하기도 하였다. 주로 2차 세계 대전과 고대 로마를 배경으로 하는 대체 역사 소설을 많이 집필하였으며, 최근에는 시간대를 넓혀 다양한 역사 배경을 무대로 소설을 쓰고 있다.
로버트 해리스의 소설 중에는 영화화된 작품들이 많다. 《유령 작가》 (2010)와 《장교와 스파이》 (2019)의 경우에는 로만 폴란스키와 함께 각본에 참여하기도 했다.

## 저서

### 소설
- 《당신들의 조국 Fatherland》 (1992)
- 《에니그마 Enigma》 (1995)
- 《아크엔젤 – 스탈린의 비밀노트 Archangel》 (1998)
- 《폼페이 Pompeii》 (2003)
- 《고스트 라이터 The Ghost》 (2007)
- 《어느 물리학자의 비행 The Fear Index》 (2011)
- 《콘클라베 Conclave》 (2016)

#### 로마 3부작
로버트 해리스는 2003년부터 고대 로마에 관심을 돌려 로마의 정치인인 키케로를 주인공으로 하는 로마 3부작을 집필하였다.
- 《임페리움 Imperium》 (2006)
- 《루스트룸 Lustrum》 (2009)
- 《딕타토르 Dictator》 (2015)

### 논픽션
로버트 해리스는 소설을 집필하기 전에 5권의 논픽션을 집필하였다.
- A Higher Form of Killing: Secret Story of Gas and Germ Warfare (1982 Jeremy Paxman 공저).
- Gotcha! The Government, the Media and the Falklands Crisis (1983).
- The Making of Neil Kinnock (1984).
- Selling Hitler: Story of the Hitler Diaries (1986).
- Good and Faithful Servant: Unauthorized Biography of Bernard Ingham (1990).

※ 그의 논픽션은 대한민국에서 한 권도 출간되지 않았다.